# Państwowy radca sprawiedliwości 1. klasy

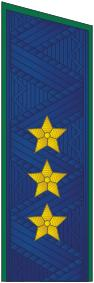
Naramiennik państwowego radcy sprawiedliwości 1. klasy

Państwowy radca sprawiedliwości 1. klasy (ros. государственный советник юстиции 1 класса) – druga co do starszeństwa ranga w organach prokuratury Związku Socjalistycznych Republik Radzieckich (w latach 1943–1991) i prokuratury Federacji Rosyjskiej (od 1991 roku), a także w organach wymiaru sprawiedliwości Federacji Rosyjskiej (w latach 1997–2001), odpowiadająca stopniowi wojskowemu generała pułkownika.
Mundur państwowego radcy sprawiedliwości 1. klasy w organach prokuratury Federacji Rosyjskiej posiada naramienniki z trzema wyhaftowanymi złotymi pięcioramiennymi gwiazdami o średnicy 25 mm.
Posiadaczami rangi państwowego radcy sprawiedliwości 1. klasy są m.in. pierwsi zastępcy Prokuratora Generalnego Federacji Rosyjskiej Aleksandr Buksman i Aleksandr Bastrykin.